# Дзјаржински рејон
Дзјаржински рејон (блр. Дзяржынскі раён; рус. Дзержи́нский райо́н) је административна јединица другог нивоа у централном делу Минске области у Републици Белорусији.
Административни центар рејона је град Дзјаржинск.

## Географија
Дзјаржински рејон обухвата територију површине 1.189,50 км² и на 19. је месту по величини у Минској области. Граничи се са Стовпцовским рејоном на западу, Узданским на југу, Минским на истоку и североистоку и Валожинским рејоном на северу.
Северни и централни делови рејона су нешто издигнутији и ту се налази и Дзјаржинска гора, највиша тачка Белорусије надморске висине од 345 метара, која је уједно и хидролошко развође између сливних подручја Њемена и Дњепра.
Најважнији водоток у рејону је река Уса (притока Њемена).

## Историја
Рејон је основан 17. априла 1924. године као Којдановски рејон и од оснивања па све до 1930. био је саставни део Минског округа Белоруске ССР (да би потом прешао под директну управу државе).
Којдановски национални рејон је 1932. преименован у Дзјаржински. Привремено је био распуштен од 1937. до 1939. године када је поново успостављен као рејон Минске области БССР.

## Демографија
Према резултатима пописа из 2009. на подручју Дзјаржинског рејона стално је било насељено 61.252 становника или у просеку 53,18 ст./км².
Основу популације чине Белоруси (85,56%), Руси (8,24%), Пољаци (2,84%) и Украјинци (1,36%).

### Насељена места
На подручју Дзјаржинског рејона постоји укупно 275 насељених места. Рејон је административно подељен на 2 града (Дзјаржинск и Фанипаљ), једну варош (Негарелаје) и десет руралних општина.

## Саобраћај
Кроз рејон пролазе железнички и друмски правац на релацији Москва—Минск—Брест.